# Yuan Judicial
El Yuan Judicial (en chino, 司法院; pinyin, Sīfǎ Yuàn; pe̍h-ōe-jī, Su-hoat Īⁿ) es el rama judicial del gobierno de la República de China en Taiwán. Dirige un Tribunal Constitucional y supervisa todos los sistemas de tribunales en Taiwán, incluidos los tribunales ordinarios como el supremo tribunal, el superiores tribunales, el tribunales de distrito, así como los tribunales especiales como los administrativos y los disciplinarios. Según la Ley taiwanesa, el Yuan Judicial tiene las siguientes competencias:
- Interpretación - El Tribunal Constitucional interpreta la Constitución y otras estatutos y reglamentos por parte del gobierno central o de las gobiernos locales.
- La mayoría de los casos civiles, penales y administrativos son resueltos por los respectivos tribunales supervisados por el Yuan Judicial. El Tribunal Constitucional juzga Presidencial Impeachment y political party casos de disolución.
- Disciplina - Las medidas disciplinarias con respecto a los funcionarios públicos son adjudicadas por el Tribunal Disciplinario.
- Administración Judicial - El Yuan Judicial supervisa todos los tribunales establecidos por la Ley taiwanesa.

Según los actuales Constitución, el Tribunal Constitucional está formado por 15 justicia. Un juez actúa como presidente del tribunal y otro actúa como vicepresidente. Todos los jueces, incluidos el presidente y el vicepresidente, son nombrados por el Presidente de Taiwán y aprobados por el Yuan Legislativo (el parlamento de Taiwán). Una vez aprobados, los jueces tienen un límite de mandato de ocho años, pero este límite de mandato no se aplica al Presidente y al Vicepresidente.